# Guihulngan
Guihulngan is een stad in de Filipijnse provincie Negros Oriental. Bij de laatste census in 2007 had de stad ruim 91 duizend inwoners.

## Geschiedenis
Op 24 maart 2007 werd de wet aangenomen die de gemeente Guihulngan in een stad omvormde. Op 14 juli 2007 werd dit middels een volksraadpleging bekrachtigd. Deze omvorming tot stad werd twee jaar later, door een beslissing van het Filipijns hooggerechtshof op 21 mei 2009, als ongrondwettelijk bestempeld en weer ongedaan gemaakt. Eind 2009 kwam het hooggerechtshof echter weer terug op deze beslissing naar aanleiding van het ingediende bewaarschrift.

## Geografie

### Bestuurlijke indeling
Guihulngan is onderverdeeld in de volgende 33 barangays:
| - Bakid - Balogo - Banwaque - Basak - Binobohan - Buenavista - Bulado - Calamba - Calupa-an - Hibaiyo - Hilaitan | - Hinakpan - Humayhumay - Imelda - Kagawasan - Linantuyan - Luz - Mabunga - Mckinley - Nagsaha - Magsaysay - Malusay | - Mani-ak - Padre Zamora - Plagatasanon - Planas - Poblacion - Sandayao - Tacpao - Tinayunan Beach - Tinayunan Hill - Trinidad - Villegas |

## Demografie
Guihulngan had bij de census van 2007 een inwoneraantal van 91.358 mensen. Dit zijn 7.910 mensen (9,5%) meer dan bij de vorige census van 2000. De gemiddelde jaarlijkse groei komt daarmee uit op 1,26%, hetgeen lager is dan het landelijk jaarlijks gemiddelde over deze periode (2,04%). Vergeleken met de census van 1995 is het aantal mensen met 10.698 (13,3%) toegenomen.
De bevolkingsdichtheid van Guihulngan was ten tijde van de laatste census, met 91.358 inwoners op 388,56 km², 235,1 mensen per km².
Amlan · Ayungon · Bacong · Bais · Basay · Bayawan · Bindoy · Canlaon · Dauin · Dumaguete · Guihulngan · Jimalalud · La Libertad · Mabinay · Manjuyod · Pamplona · San Jose · Santa Catalina · Siaton · Sibulan · Tanjay · Tayasan · Valencia · Vallehermoso · Zamboanguita